# جيجي ميروني
جيجي ميروني (بالإيطالية: Luigi Meroni)‏ (مواليد 24 فبراير 1943) هو لاعب كرة قدم. يلعب مع منتخب إيطاليا لكرة القدم. سبق له أن لعب في كأس العالم لكرة القدم مع منتخب بلاده.

## روابط خارجية
- جيجي ميروني على موقع الاتحاد الدولي (مؤرشف)  (الإنجليزية)
- جيجي ميروني على موقع قاعدة بيانات كرة القدم.إي يو (الإنجليزية)
- جيجي ميروني على موقع ناشيونال فوتبول تيمز (الإنجليزية)
- جيجي ميروني على موقع Soccerway.com (الإنجليزية)
- جيجي ميروني على موقع عالم كرة القدم.نت (الإنجليزية)